# Félix Huamán Cabrera
Félix Huamán Cabrera (Pariamarca, Canta, 15 de marzo de 1943) es un escritor, poeta, literato, historiador y docente peruano. Ha escrito diversos libros en los que destacan Ladraviento, El toro que se perdió en la lluvia, etc.

## Biografía
Nació en Pariamarca, provincia de Canta en el departamento de Lima. Sus padres fueron Adrián Huamán Velazco y Simona Cabrera Huamán. Contrajo matrimonio con Carmela Abad, del cual hay 3 hijos y 3 nietos. Estudió primaria en la escuela de su tierra natal y secundaria en el Colegio Nacional Mixto “Gabriel Moreno” de Canta. 
Cursó la formación superior en la Universidad Católica de Lima, Universidad de San Marcos y Universidad Nacional de Educación "La Cantuta".
Ha ejercido la docencia en muchas universidades. Actualmente trabaja en la Escuela de Postgrado de La Universidad de Educación. Su trabajo se concentró en la literatura, en especial la narrativa; de ahí que sea autor de novelas, cuentos y poemarios. Ha colaborado en muchos trabajos de investigación y juntamente con Carmela, su esposa, ha elaborado textos escolares, históricos, didácticos, de investigación y aporte a la cultura y educación de las futuras generaciones Peruanas. También se dedica a la enseñanza del curso de Lengua. Su esposa es profesora de la Universidad Nacional de Educación "La Cantuta".
Cabrera es el autor de la lectura Altamar y también ha escrito muchas novelas. Como maestro ha experimentado, investigado y escrito tratados de estrategias metodológicas para la enseñanza y el aprendizaje de la lengua y la literatura en los campos de la creación artística y la información científica. Como escritor son de su autoría los siguientes libros:
- El toro que se perdió en la lluvia (1984).
- Candela quema luceros (1988).
- Ladraviento (2002).
- Qantu, flor y tormenta (2004).
- Entre otros.

En la actualidad coordina la colección Biblioteca de Narrativa Peruana Contemporánea de la Editorial de San Marcos.

## Obras literarias

### Ladraviento
Libro de cuentos aparecido en 1971, de ahí en adelante ha tenido muchas ediciones, la última fue publicada por Universidad Nacional de Educación, como homenaje a los treinta y cinco años de su primera edición. Se trata de 16 textos, aunque en la de 1980 (Ed. Amaru) contiene 18, cuyas temáticas de ambiente rural responden a asuntos y preocupaciones del mundo actual: migraciones del campo a la ciudad, conflictos sociales, luchas populares, mitos, leyendas, creencia; todos narrados con técnicas expresivas actuales en un lenguaje lleno de intensidad comunicativa:
- Agomayo
- Mula de candela
- La pasña del puquial
- Plumas de otro ser
- El cuento del río
- Desde Carhua nos vinimos
- La encañada
- Tierra encima y tres cruces
- En la piedra grande
- No se la lleven
- Sonrisa de sol a medio cerro
- Los gabrielinos
- Mi Huaros querido
- Sangre nuestra
- Los alisos
- Llevando la bandera.
- leyendas peruanas para niños

### Del amor y sus días
Poemario con temas de amor donde la comunicación poética se intensifica a través del uso acertado de recursos literarios, metáforas, símiles, epítetos, anáforas, concatenaciones y otros. Todo para expresar la vivencia interior en relación con el ser amado y con la naturaleza. Poemas nacidos “entre el cantar de la lluvia y el zureo de las torcazas”, crecieron “entre los surcos del sol y el poema secreto del rocío” y que son de una factura incomparable:

"¿Quién sembraba madrigales entre las caballeras del trigo?, ¿Quién silbaba silencios y perfilaba en las piedras su tristeza, y luego embriagado paseaba con el viento bohemio de la puna? No sabías quién copiaba el canto de los manantiales, quién dibujaba los crepúsculos serranos con solo un grito de truenos y de rayos. No adivinabas, amada, que yo te amaba."
¿Quién silbaba madrigales?, por Félix Huamán Cabrera

La primera edición apareció en Canta en 1968, luego en Huancayo en 1970, en Lima en 1995 y la última de 1996 se editó juntamente con un Casete de poemas recitado por el autor y acompañado por el violín del notable compositor Zenobio Dagha.

### El Pedregal de Yaname
Novela de sentimiento terrígena y de técnica narrativa contemporánea, El pedregal de Yaname es expresión de aquella literatura que tiene la intención de renovar y patentizar las raíces culturales con vivencia profunda. En ella el hombre peruano es víctima de las adversidades telúricas, sociales y políticas, pero se enfrenta a ella con decisión, organización y esperanza; no reina el pesimismo, sino la visión futura de una sociedad nueva, capaz de construirse sobre la base de lo mejor de un pasado cultural y con los adelantos de la actual.
Esta novela va por la cuarta edición (2005), la primera apareció en 1974.

### Agua encanta
Es una novela muy bella llena de encanto y de intensidad comunicativa, su primera edición fue en Huancayo, 1978. En ella se revela la fuerza poética y el cariño telúrico de la creación literaria, y demuestra la capacidad de comprender la realidad no sólo rural sino también la urbana; realidades que se ven reflejadas en sus problemáticas sociales a través de los conflictos por las que atraviesan los personajes. De ella ha dicho Manuel Baquerizo lo siguiente: “Huamán escribe después del ciclo de la literatura tremendista sobre el lumpen proletariado. Por lo mismo su visión es más abarcadora. En él la prédica de la vuelta a la tierra, a la naturaleza y a la comunidad, es una característica inusitada. Su novela en este sentido es un fervoroso canto a la vida aldeana, al mundo rural y sencillo, a la fuente primigenia “Pariamarca es flor, cariño, canción, olor, viento, aroma de heliotropo, matiz de muña, dulzura de chupa- chupa”, al espíritu comunitario, al trabajo y al esfuerzo colectivo. Si en Yawar fiesta, la gran obra de Arguedas, se mostraba la capacidad y la decisión de los puquianos para construir una carretera, aquí se describe, con pasión hermosa, la pujanza y la tenacidad de los comuneros pariamarquinos para abrir una acequia. Este es el objeto central del libro.

### Sierpe de acero y soles de oro
Novela basada en un hecho verídico llevado a cabo en la segunda década del presente siglo y recreado por la sabiduría popular hasta los límites del mito y la leyenda: el asalto perpetrado por nueve campesinos canteños, ex obreros mineros, al Ferrocarril Central en la zona más alta de la cordillera: Ticlio. De ahí que todo lo mágico no es más que una bella metáfora de la realidad y no hay cabida para las prestidigitaciones surrealistas.
Las vivencias infantiles, fermentadas con las historias, cuentos, leyendas, tradiciones, consejas, decires, hechos y seres creados por la fantasía popular que viven y hasta ocupan un lugar dentro del contexto humano, han hecho posible crear una acción novelística de sostenido trabajo conceptual y expresivo, donde se demuestra fuerza creativa de temas y formas de expresión.
De esta manera Sierpe de acero…se inscribe en una nueve característica de la literatura andina, tanto en el tratamiento de las estructuras narrativas como del proceso de temas y personajes, presentados en la técnica del destello (varias historias en base de un núcleo narrativo) cuyo antecedente fue el ejercicio novelístico Por la nieve habían venido aparecido por el año 1972.

### El toro que se perdió en la lluvia
Este cuento largo o novelita corta (de 15 capítulos) apareció adscrito en el libro Agomayo en su primera y segunda ediciones, luego por el requerimiento de los lectores, sobre todo niños, se independizó y creció en su historia para editarse como un volumen aparte (ya van tres ediciones). Pero no fue escrita solamente para el consumo de niños, simplemente fue creada, como toda obra literaria, basada en la realidad con sus características de ficcionalidad y fantasía; con el correr del tiempo, los niños hicieron suyo el mensaje y ahora va de mano en mano dando vida al toro Canoso, protagonista de esta historia.
La historia de este texto narrativo se desarrolla en base de la pérdida de un toro muy apreciado por la familia campesina que lo busca hasta el cansancio con empeño hasta llegar a la desesperación y la certeza de la irremediable pérdida. Pero en una noche cuando nadie se imaginaba la esperanza vuelve en el mugido del animal. Entonces retorna la alegría y la felicidad.

### Silbido en el maizal
Libro de cuentos cuya temática andina responde al mundo actual, está constituido por textos trabajados con motivos y problemas basados en la realidad, lo que les da trascendencia y valor artístico; todos ellos son afirmación de identidad cultural y dominio del arte narrativo.
Silbido en el maizal, es la palabra del escritor que llega a los lectores, llena de armonía artística de tramas, historias, temas, personajes, problemas y realidades que se convierten, gracias a la palabra, en textos de intensidad creativa:
- Gorgorín.
- Pukachaka.
- Olor de agua.
- Te estoy esperando.
- El sueño tiene color.
- Hoy o nunca.
- Compadre Bernardino.
- Taurinada en Obrajillo.
- El Maizmoro.
- El nido.
- Canto de chiwaco.
- Maíz amarillo.
- Chanza del arpa.
- Paso del bailante.
- el bayo.

### En las espigas de junio
Sus personajes son jóvenes que viven inmersos dentro de los conflictos de una sociedad de los cuales son parte, compromiso y acción, pero también son particularidad llena de interioridad de amor y fantasía. De ahí la riqueza temática de esta novela donde la realidad como naturaleza, colectividad y cultura, especialmente peruana, se presenta descarnada a través de sus problemas esenciales: la juventud, el trabajo manual e intelectual, la sociedad como comunidad y modernidad, la supervivencia a través del comportamiento donde la búsqueda de justicia reina en medio de la violencia, falsedad e inhumanidad, la creencia en un escenario de valores y desvalores. Pero que por encima de todo se respira una poesía constante y una esperanza en el futuro a través de algunos temas que se convierten en símbolos muy bien delineados como son: el trabajo comunal, la vida escolar, la caída y construcción de la iglesia, la propagación del kikuyo y la respectiva extirpación, la violencia subversiva y represiva, los reclamos de los mineros de la yesera, la migración y otros temas que enriquecen la expresión y el contenido novelístico.

### Valle, corazón azul
Primero apareció como un libro miscelánico, pero luego reunió en sus páginas textos poéticos inspirados en la temática andina del Valle del Mantaro. Vivencias, temas, personajes, motivos, paisajes, ilusiones, pueblos que florecen en el verdor de la campiña y la palabra rica de expresión y florecimiento de recursos, hacen que este poemario logre un perfil muy singular donde la interioridad lírica conjuga con la exhortación épica de quien admira la soberbia presencia de esta realidad peruana.
En el poemario se da una exteriorización muy intensa de la experiencia del autor con relación a la vida donde al conjuro del avance urbano se sorbe la presencia de la vida rural llena de matices poéticos, danzas multicolores y música alegre que singulariza al valle del Mantaro. Entre los textos sobresale aquel poema ya clásico de la literatura de Junín: Para no olvidarme del camino.

### Candela quema luceros
Es la novela que ha tenido más tiraje de impresión y va por la tercera edición (2006). Candela quema luceros es la metáfora que da título a la novela cuyo contenido tiene que hacer con los conceptos de fuego y luz. Uno que destruye, que todo lo convierte en ceniza y otro que da lumbre, guía y orienta. Contenido que refleja creativamente la realidad social en conflicto, enfrentamiento y guerra, historia que se dio en las dos últimas décadas del siglo XX en el Perú; como también la esperanza y las ganas de vivir de los hombres que sueñan con un mundo de justicia y paz. La historia verosímil de la novela está tratada desde un punto de vista contemporáneo, en cuanto a la expresión narrativa, lo que demuestra el conocimiento y oficio del autor. La acción principal, genocida, basada en el arrasamiento de una comunidad por parte de las fuerzas represivas, es presentada a través de una técnica circular donde se van dando de manera sucesiva historias particulares de las víctimas del abuso para que, al final, se presente la luz de la esperanza en medio de un cuadro de desolación y búsqueda del personaje principal. La forma circular hace posible presentar de manera intensa la trama central de la novela que está basada en el choque de culturas: la andina a través de sus costumbres, mitos, leyendas y tradiciones, y la occidental, pragmática, injusta, hedonista; como también las interrelaciones de prácticas cotidianas, sociales, represiones, venganzas, vida urbana, etc.
La novela enfrenta, sin miedo ni temores, hechos, temas y problemas con profundidad y realismo, pero a la misma vez se expresa con brillo creativo y arte; de ahí su trascendencia y la intensidad lírica de la comunicación literaria.

### Caballo verde en copa de oro
Es un libro de cuentos donde la prosa narrativa está burilada en demostración de dominio y técnica para hacer más accesible la expresión literaria de temas sociales: orfandad, marginalidad, injusticia, luchas sindicales, sueños, creencias; desafíos de la naturaleza. Todos textos narrados con magistral comunicación. Los personajes, a diferencia de los libros de cuentos anterior de Huamán, son individualizados en sus comportamientos y tipificaciones y enmarcados en escenarios diversos y diferentes: barrios marginales, ferias pueblerinas, marchas de sacrificio, ciudades, anécdotas y hechos que han conmovido la historia social. Ganando en calidad literaria este libro es testimonio, protesta y prueba creativa de quien sabe escudriñar la realidad para elevarla por los cánones del arte y la palabra.

### Noche de relámpagos
Esta es una novela de lectura seductora que, a la misma vez, compromete a la conciencia para buscar la luz en medio de la oscuridad. Trata de la historia de un niño que queda huérfano después de una masacre a un pueblo campesino. A través de este personaje se simboliza a una nación herida en su mismo corazón, pero que busca la mano fraternal en medio de la desgracia.
Del arrasamiento de pueblos en la sierra central y sur del Perú, se salva un niño y su abuela que deambulan entre la desolación y el recuerdo buscando algún asidero dónde pasar sus días.
He aquí el tema de esta hermosa novela trabajada dentro de la linealidad narrativa, enriquecida con connotaciones verbales, lo que hace intensa su expresividad a través de relatos, diálogos, monólogos, prosopografías, descripciones; todos recursos combinadas con el certero dominio de la técnicas ficcionales donde la persona y el tiempo narrativos se relacionan muy bien para lograr develar contenidos de realismo objetivo y mágico de manera natural en una rica variación de situaciones.

### Qantu, flor y tormenta
“En esta novela, Félix Huamán se muestra como un narrador que ha asumido la modernidad de contar ficciones sin perder contacto con la realidad que le ha tocado vivir y, lo mejor de ello, sin desligarse de su amor telúrico por los Andes que lo vieron nacer sin separarse de su compromiso con los sentimientos de justicia social, parte esencial de su arte creativo. Al igual que Vallejo, Alegría o Arguedas y, por qué no, de López Albújar, en su obra “encontramos el mismo germen de insatisfacción, de protesta social, de inconformismo” que en la de aquellos y que Eduardo Congrains Martín atribuyera –según nuestro entrecomillado- a la narrativa vallejiana proveniente de la entraña de su poesía. En Qantu flor y tormenta Félix Huamán Cabrera pone tal hito integrador enfrentándonos con la reciente cruda y dura realidad que nos tocara vivir durante la deflagradora guerra interna de los 70 mil muertos y 8 mil desaparecidos. Los mártires de La Cantuta asesinados en aquella ocasión como un acto de venganza contra el descabellado atentado de Tarata –el hecho aconteció dos días después de la irracional explosión miraflorina-, pasan en estas páginas a formar parte del imaginario popular, así como los pueblos arrasados por la guerra sucia también lo hacen. De esta manera la novela regional, la novela social y realista crítica –a las cuales hiciera alusión el crítico uruguayo Ángel Rama- se reúnen en esta novela de Félix Huamán.

### Leyendas peruanas para niños
leyendas peruanas para niños son versiones textuales elaborados por Félix Huamán Cabrera recogidas directamente de la tradición oral, ordenadas indistintamente (no hay ningún propósito de antología ni de versión global) para ser usadas en la lectura comprensiva, tanto en Primaria como en Secundaria; trae módulos de lectura y viene ilustrados a color.